# Expédition McClintock
L'expédition arctique McClintock ou expédition McClintock est, en 1857, l'un des efforts britanniques pour déterminer le sort de l'expédition Franklin.
Dirigée par Francis Leopold McClintock, à bord du navire à vapeur Fox, l'expédition passe deux ans dans la région et est finalement revenue avec le seul message écrit récupéré de l'expédition condamnée.
McClintock et son équipage ont reçu la médaille de l'Arctique en reconnaissance de leurs réalisations.